# Klorovodik
Klorovodik (HCl) je bezbojan plin, oštra mirisa i nadražujućeg djelovanja na sluznicu i kožu.

## Sigurnost
Zbog toga što je klorovodična kiselina jaka kiselina, nagriza sva živa tkiva i mnoge materijale osim gume. Zbog toga se prilikom rukovanja koncentriranim otopinama koriste gumene zaštitne rukavice.

## Osobine
U 1l vode otapa se 503l klorovodika (pri standardnim uvjetima).

## Dobivanje
Industrijski se dobiva kao sporedni proizvod pri kloriranju organskih spojeva, i te vrlo čist izgaranjem (spaljivanjem) vodika u struji klora. Reakciju valja strogo nadzirati (kao i pri spaljivanju vodika u kisiku) da ne dođe do eksplozije. Plinovi se miješaju tek kad se vodik zapali.
H2(g) + Cl2(g) --> 2 HCl(g)
Ova je reakcija još jedan dokaz velike reaktivnosti klora.

Nastali klorovodik reagira s vodom, a toplina oslobođena reakcijom se odvodi.
HCl(g) + H2O(I) --> H3O+(aq) + Cl-(aq)
Zbog navedene protolitičke reakcije i vrlo dobre topljivosti u vodi, vodena otopina klorovodika reagira kiselo i nazivamo je klorovodična kiselina.
Laboratorijski se može proizvesti na podosta načina:
1. Reakcijom natrijeva klorida i koncentrirane sumporne kiseline
2 NaCl + H2SO4 --> 2 HCl(g) + Na2SO4
Navlaženi plavi lakmusov papir pocrveni, što je dokaz da reakcijom klorovodika s vodom nastaje kiselina. Vodoskok pri njegovoj proizvodnji je dokaz dobre topljivosti klorovodika u vodi, a bijeli sirasti talog srebrova klorida dokaz je kloridnih (Cl-) iona, što znači da je nastala klorovodična (kloridna ili solna) kiselina. Klorovodična kiselina svrstava se među jake kiseline.
Cl-(aq) + Ag+(aq) --> AgCl(s)
Reakcija s AgNO3 rabi se za dokazivanje klorida u vodi.

## Uporaba
Osim za proizvodnju klorovodične kiseline, klorovodik služi i za kloriranje nezasićenih organskih spojeva. Klorovodik je važna sirovina u proizvodnji plastičnih masa, primjerice polivinil klorida (PVC).